# Halicyclops higoensis
Halicyclops higoensis – gatunek widłonoga z rodziny Halicyclopidae. Nazwa naukowa tych skorupiaków została opublikowana w 1957 roku przez japońskiego zoologa Takashiego Ito.